# Friedrich Hiller von Gaertringen (Epigraphiker)

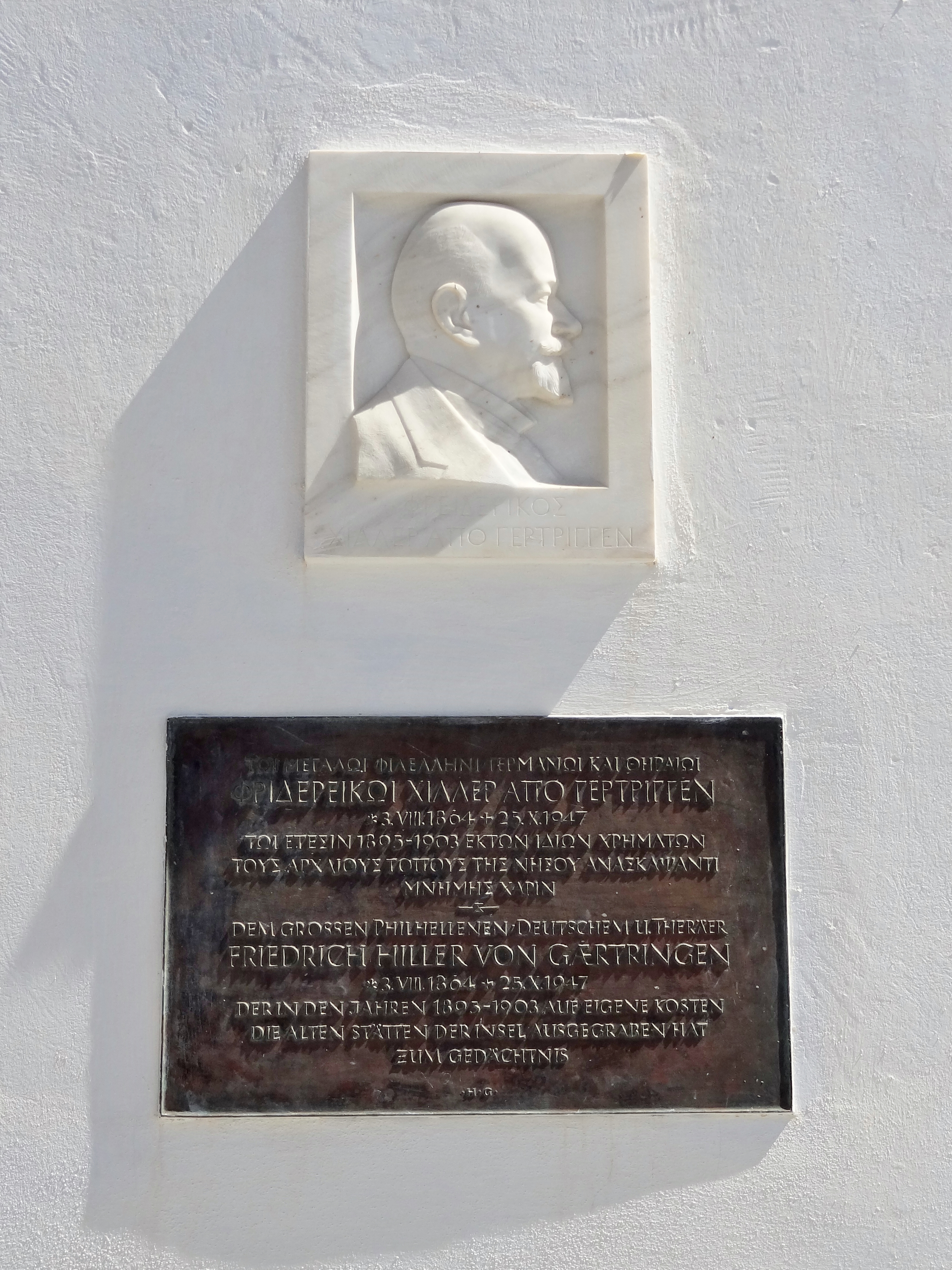
Gedenktafel für Friedrich Hiller von Gaertringen in Fira auf Santorin

Friedrich Freiherr Hiller von Gaertringen (* 3. August 1864 in Berlin; † 25. Oktober 1947 in Thurnau, Oberfranken) war ein deutscher Epigraphiker und Archäologe.

## Leben
Friedrich Hiller von Gaertringen, Sohn des preußischen Offiziers Rudolf Hiller von Gaertringen (1837–1877) und dessen Frau Helene Luise, geborene Kramsta (1842–1872), studierte in Tübingen und Berlin (bei Theodor Mommsen) Alte Geschichte. Nach der Promotion 1886 ging er zu weiteren Studien nach Göttingen. Seit dem Studium gehörte er dem Philologisch-Historischen Verein Göttingen, einer fachwissenschaftlichen Studentenverbindung an.
Er heiratete später (1905) die älteste Tochter seines dortigen Lehrers Ulrich von Wilamowitz-Moellendorff und Enkelin Theodor Mommsens, Dorothea (1879–1972). 1890 reiste Hiller nach Griechenland und Kleinasien, wo er an den von Carl Humann geleiteten Ausgrabungen in Magnesia am Mäander teilnahm. 1892 wurde er zum korrespondierenden Mitglied des Deutschen Archäologischen Instituts ernannt. Ab 1893 arbeitete er auf Vermittlung Mommsens an den Inscriptiones Graecae, dem Corpus der griechischen Inschriften, mit, ab 1904 als Beamter der Preußischen Akademie der Wissenschaften. Von 1917 bis 1933 war er Honorarprofessor für griechische Epigraphik an der Berliner Friedrich-Wilhelms-Universität. 1943 verlor er bei einem Bombenangriff seine Bibliothek und sein Arbeitsmaterial.
Hiller von Gaertringen war einer der produktivsten Mitarbeiter der Inscriptiones Graecae. Insgesamt neun (Teil-)Bände dieses Inschriftenwerks gab er zwischen 1895 und 1939 heraus, die überwiegend noch nicht ersetzt sind. Außerdem besorgte er die Neuausgabe der von Wilhelm Dittenberger begonnenen Auswahlsammlung Sylloge inscriptionum Graecarum und edierte die Inschriften von Priene. Von 1896 bis 1902 führte Hiller, maßgeblich unterstützt von dem Geodäten Paul Wilski, auf eigene Kosten Ausgrabungen in Alt-Thera durch.

## Schriften
- Inscriptiones Graecae
  - I (2. Auflage). Inscriptiones Atticae Euclidis anno anteriores. 1924.
  - IV, 1 (2. Auflage). Inscriptiones Epidauri. 1929.
  - V, 2. Inscriptiones Arcadiae. 1913.
  - XI, 3. Inscriptiones Deli. Tabulae. 1927.
  - XII, 2. Inscriptiones Rhodi, Chalces, Carpathi cum Saro, Casi. 1895.
  - XII, 3. Inscriptiones Symes … 1898. Supplementum. 1904.
  - XII, 5. Inscriptiones Cycladum. 1903, 1909.
  - XII, Supplementum. 1939.
- Inschriften von Priene. Reimer, Berlin 1906; unveränderter Nachdruck Walter de Gruyter 1968.
- Sylloge inscriptionum Graecarum. 3. Auflage. 4 Bände in 5 Teilbänden. Hirzel, Leipzig 1915–1924.
- Thera. Untersuchungen, Vermessungen, Ausgrabungen in den Jahren 1895–1898. 5 Bände. Reimer, Berlin 1898–1903.